# Project X Zone
Project X Zone (プロジェクト クロスゾーン, Purojekuto Kurosu Zōn) é um RPG tático lançado em 11 de Outubro de 2012, exclusivo para o Nintendo 3DS. É um crossover que conta com personagens de diversas franquias da Capcom, Namco (que já havia feito uma parceria com a Capcom no também RPG Namco × Capcom) e também com personagens da Sega.

## Personagens
São mais de 200 personagens (aliados e inimigos, não contando somente evento de personagens) foram incluídos no jogo. Foi confirmado que as versões no exterior contará com a mesma lista de personagens como a versão original japonesa.

### Personagens originais
- Kogoro Tenzai (天斎 小吾郎, Tenzai Kogorō) é um detetive que é descendente de um clã ninja. Ele tem outros empregos, porque o trabalho de detetive até agora secou. Kogoro é um mestre do ninjutsu e está armado com uma Nyoraitou que se conecta a outra lâmina. Ele também escondeu fios de lâminas ligado a seus pés. Ele é dublado por Toshihiko Seki.
- Mii Kouryuuji (黄龍寺 美依, Kōryūji Mii) é uma estudante do ensino médio com um temperamento quente e um pouco de uma personalidade egoísta. Desde jovem, ela treinou com um monge de como usar uma arma gigante chamada Jewel Dragão ea pistola Pot roxo. Ela também tem armas em suas duas botas, conhecido como Salto do tigre. Ela é dublada por Yukari Tamura.
- Due Flabellum
- Eins Belanos
- Drei Belanos
- Meden Traore